# Cours de chimie (Étienne de Clave)
Pour les articles homonymes, voir Cours de chimie.
Le Cours de chimie d'Étienne de Clave fut publié en 1646, probablement après le décès de son auteur, à partir de notes manuscrites retrouvées par l'éditeur. L'auteur est un chimiste médecin, connu pour ses compétences en matière de travaux de laboratoire, qui donna des cours privés de chimie à Paris pour les médecins et apothicaires. Il publia aussi de son vivant, deux ouvrages de réflexions théoriques sur les fondements de la chimie.
Le présent cours expose sa doctrine des cinq éléments, qui deviennent avec lui, des corps simples, qui en principe, peuvent être extraits des corps mixtes par des opérations de laboratoire. La majeure partie de l'ouvrage est consacrée à la présentation de recettes chimiques : préparation de médicaments tirés de végétaux par distillation, préparation de sels à partir de minéraux et préparation des métaux.

## Datation
Les cours de chimie connaissent un vrai succès au XVIIe siècle. Ils furent au début l'objet d'un enseignement oral, complètement privé jusqu'en 1648, année où fut créée une chaire de démonstrateur de chimie au Jardin du Roi de Paris dont le premier occupant fut William Davisson. Ces enseignements furent publiés d'abord en latin puis traduit en français. Le Cours de Chimie d'Étienne de Clave est quant à lui, le premier du genre à être directement publié en français. On considère que ces « cours de chimie » constituent un genre littéraire caractéristique du siècle (voir la section Liens externes).
La date du décès d'Étienne de Clave est incertaine, mais le Cours de chimie publié en 1646, semble être une œuvre posthume. Il est permis de penser qu'Étienne de Clave n'avait pas le projet de publier un tel ouvrage puisqu'il n'en fait pas mention dans le programme de publications qu'il s'était fixé dans la préface des Paradoxes (1635).
Dans une préface à l'ouvrage, son éditeur Olivier de Varennes, indique avoir pris l'initiative de chercher parmi ses manuscrits son dernier cours de chimie afin de le « donner au public ». Il le présente comme « le second livre des Principes de Nature » (c'est-à-dire une suite à l'ouvrage de 1641 Nouvelle Lumière philosophique) « dans lequel il est méthodiquement traité de la préparation des Végétables, Animaux, Minéraux & Métaux ».
Pour essayer de dater le Cours de chimie, on peut remarquer que dans ce texte, la fermentation est peu évoquée et quand elle l'est, c'est avec un sens différent que dans ses ouvrages de 1635 et 1641, où elle joue un rôle essentiel pour obtenir une huile principielle libérée de ses hétérogénéités,. Cet indice et d'autres relevés par Franckowiak, laissent penser que la date de rédaction du Cours de chimie pourrait être dans les années 1620, soit bien avant ses ouvrages plus théoriques de 1635 et 1641.
Étienne de Clave dès la première page considère que théorie et pratique sont les deux faces de l'« art de chimie ». Il paraît vraisemblable de considérer qu'à la dimension théorique, amplement développée dans ses ouvrages de 1635 et 1641, répond la dimension pratique du présent Cours de chimie. Mais pour comprendre pourquoi de Clave a laissé cet ouvrage à l'état de brouillon, Franckowiak a émis l'hypothèse que son auteur considérait que ses notes ne pouvaient être publiées en l'état car elles n'avaient pas atteint le degré de rigueur et de précision obtenu dans la Nouvelle Lumière philosophique de 1641.

## Plan: de la théorie des cinq Principes à la pratique de laboratoire
Le Cours de chimie se compose de quatre livres :
- le livre premier expose une définition et la finalité de la chimie, suivi de chapitres sur les fourneaux, les vaisseaux [récipients], la lutation, les degrés de force du feu. Après la présentation des instruments, sont introduits les cinq principes chimiques (le phlegme, l'esprit, l'huile, le sel et la terre) puis la présentation de six catégories de substances mixtes de type paracelsien (les teintures, extraits, baumes, magistères, fleur et safran) ;
- le livre second commence par exposer les procédés d'extraction des principes (extraction de l'eau, de l'esprit, de l'huile, du sel et de la terre). Le reste du livre donne des préparations de substances végétales, afin d'en tirer des remèdes ;
- le livre troisième explique comment tirer différents sels à partir des minéraux (le soufre, l'arsenic, le vitriol, l'antimoine, etc.) ;
- le quatrième donne des recettes d'une chimie des métaux (du fer ou Mars, du vitriol ou Vénus, plomb ou Saturne, l'argent ou la Lune, etc.). L'alchimie se limite au perfectionnement des métaux, tandis que la chimie, s'intéresse plus généralement à purifier, non seulement les métaux mais aussi les plantes, les animaux et les hommes.

Pour de Clave, « la Chimie est un Art qui enseigne la façon de convertir les mixtes en suc & liqueur » (p. 1). Il ajoute :
| Mais la vraie et essentielle définition est que la Chimie n'est autre chose qu'un Art qui enseigne la façon d'altérer tout corps tant simples que composés, prenans en ce lieu ce mot d'altérer plus au large, nous entendons un mouvement substantiel & accidentel (p. 1-2) |
(La pagination indiquée est celle de l'édition de 1646 disponible en version numérique, sur le site Medic@. Pour faciliter la lecture nous avons adopté une orthographe moderne pour certains mots).
Il entend ainsi élargir les opérations chimiques et ne pas les limiter classiquement à la résolution des mixtes en leur principes. Pour lui, les mixtes sont résolubles et altérables alors que les principes (ou éléments) sont seulement altérables. Qu'entend-il exactement par altérable puisqu'il soutient par ailleurs que les « éléments, principes ou corps simples sont incorruptibles,& ne se peuvent convertir entre eux contre l'opinion d'Aristote. » (p.3). Cette notion semble recouvrir une modification des propriétés et qualités spécifiques des éléments par « addition de substance » lorsqu'ils entrent dans une mixtion, sans pour autant changer leur nature.
L'application principale de la chimie doit être de fournir des médicaments efficaces. Quand en médecine, elle « regarde tous les mixtes & leurs principes, [elle] est appelée Chimiatrie » alors qu'en médecine universelle, elle fournit la Pierre ou Élixir des Philosophes pour « restituer premièrement à l'homme la santé ».
L'alchimie se distingue de la chimie par son objectif car elle « regarde seulement les métaux,& minéraux, pour en chasser les impuretés superflues: Elle est appelée Chrysopée ou Argyropée » (p.8). La chrysopée vise à faire de l'or par transmutations, et l'argyropée à faire de l'argent. La possibilité de ces transmutations n'est pas jugée impossible par les chimistes, mais le gain est « jugé indigne du Chimiste & Philosophe » (p.8), nous dit-il.

## Les cinq éléments: Esprit, Huile, Sel, Eau, Terre
Les corps « mixtes se résolvent en éléments ou principes incorruptibles qui ne se transmutent point l'un dans l'autre » (p. 20).
La résolution d'un mixte en ses composants s'effectue par une série de séparations effectuées principalement par distillation. En terme moderne, on comprend comment  la séparation de substances liquides de volatilité différente peut s'opérer parce que lorsqu'on chauffe un tel mélange, la substance qui s'évapore en plus grande quantité est celle qui est la plus volatile . Elle se retrouve donc plus concentrée dans les vapeurs produites (que dans le mélange d'origine) et donc après condensation dans le distillat.
De Clave perçoit bien que la résolution est possible parce que certains éléments d'un mixte sont plus volatils que d'autres (p. 21). Sans parler de distillation, il indique que le Feu est l'agent de la séparation
| il passe par les pores,& ainsi il divise les corps : lesquels ayant en leur composition des substances plus volatiles que les autres, il est nécessaire que les plus volatiles, qui ne peuvent endurer la violence du feu, se raréfient & s'élèvent,& que les premières conversies en vapeur se séparent. (p. 22) |
Il explique ainsi que les cinq éléments cachés dans les mixtes puissent être séparés. Ce sont : le Sel, l'Esprit (ou Mercure), l'Huile (ou Soufre), l'Eau (ou Phlegme), la Terre.
Il entend corriger l'opinion commune de « tous les Chimistes [qui] n'ont admis que trois principes, à savoir le mercure, le soufre et le sel » (p. 23) et qui ont classé le phlegme comme résidu de l'esprit, et la terre comme résidu du sel. Parmi ces chimistes se trouve Joseph du Chesne (mort en 1609), qui avait indiqué comment les obtenir par distillation d'un bois vert. Cependant pour de Clave, tous les éléments ont le même statut théorique, « aucun d'iceux n'est excrément de l'autre », car le phlegme s'insinue aussi bien dans le sel que dans l'esprit et de même la terre se joint au soufre aussi bien qu'au sel.
Ce changement de statut peut se comprendre :
- d'une part comme une récupération des éléments aristotéliciens de la Terre et de l'Eau; le Feu n'étant pas jugé être une substance élémentaire et l'Air étant bien un corps simple mais n'étant pas un élément capable de mixtion, comme expliqué dans la Nouvelle Lumière philosophique de 1641 ;
- d'autre part, les chimistes de l'époque reconnaissaient que leur méthode de résolution ne permettait pas d'aboutir à des éléments purs. Ainsi, le chimiste, Jean Béguin indiquait en 1610, que les principes obtenus par résolution des mixtes n'étaient jamais purs « le Mercure contient une substance sulfurée et une saline. Le Soufre une substance saline et mercurielle & le Sel une substance sulfurée et mercurielle » (Tyrocinium chymicum, chap. II, p. 40). En séparant les parties qui contaminaient les trois éléments purs (mercure, soufre et sel) et en réduisant ces résidus aux éléments terre et eau, de Clave proposait une réorganisation des éléments qui devait en principe obvier aux difficultés rencontrées par Jean Béguin avec les résidus, à condition de trouver les procédés expérimentaux permettant ces extractions d'éléments purs, homogènes et sans contaminations.

De Clave passe ensuite en revue les cinq éléments mais d'une manière moins complète qu'il ne l'a fait dans Nouvelle Lumière philosophique de 1641.
L'Esprit est un élément volatil, acide, très pénétrant et éthéré (p. 25-26). C'est pourquoi certains chimistes ont pensé qu'il était inflammable comme l'eau-de-vie (qu'ils appellent aussi esprit-de-vin, p.69). Mais pour de Clave « tout ce qui est inflammable doit être appelé huile,& tout huile est inflammable : tout esprit est acide,& tout ce qui est acide est esprit,& nul esprit est inflammable » (p. 26). C'est pourquoi il nomme l'eau-de-vie rectifiée au plus haut degré de « l'huile éthérée de vin » mais pas de l'esprit. On remarque aussi qu'il ne mentionne pas la qualité première de cet élément (indiquée dans les ouvrages de 1635 et 1641) à savoir la « fermentabilité », ce qui pourrait être un indice de l'antériorité du Cours de chimie sur ces textes.
L'Huile (ou Soufre) est l'élément le plus léger, liquide, onctueux, chaud, inflammable (p. 27). Toujours soucieux de s'en tenir à ses définitions, de Clave n'en finit pas de se désoler de constater la malencontreuse utilisation du mot « huile » pour dénommer des esprits acides métalliques et minéraux comme « l'huile de vitriol »  pour esprit de vitriol alors que celui-ci n'est pas inflammable.
Le Sel est l'élément chaud, coagulable, dissoluble, caustique, de consistance seiche et le plus pesant de tous les éléments (p. 28). Il remarque que les chimistes utilisent le terme Alkali pour le sel élémentaire et récuse cette appellation pour un sel mixte, c'est-à-dire un corps composé dont le principe salin serait prédominent. Ainsi pour de Clave, le sel est un alkali alors que durant tout le XVIIIe siècle, il sera perçu comme un acide. À la différence de la Nouvelle lumière philosophique, le Cours de chimie n'indique pas que le sel est doté de la qualité première de fusibilité, qu'il est incorruptible et possède la vertu générative. Suivant Franckowiak, de Clave serait aussi l'unique chimiste à ne pas poser le Sel comme cause de la saveur des corps composés. D'après le procédé d'extraction du sel par dissolution (lessivage suivi de filtration de cendres et de calcination), Franckowiak en conclut que « le sel principe du chimiste est le plus certainement un carbonate de potassium ou de sodium et/ou un sulfate de potassium ».
La terre est l'élément le plus léger de tous, excepté le soufre (p. 29).
L'eau élémentaire (ou phlegme) est humide et le plus volatile de tous les éléments (p. 35).
En quelques chapitres courts, de Clave présente les techniques d'extraction de l'esprit (p.37-38), de l'huile (p. 38-39), du sel (p. 40-42). Les éléments liquides, Eau, Esprit et Huile s'obtiennent par des distillations plus ou moins réitérées, le Sel, s'obtient lui, « par dissolution, c'est-à-dire par le moyen d'une humeur qu'on y ajoute » (dissolution dans un solvant), après avoir enlevé les trois autres éléments.
Si sur le plan de la théorie chimique des cinq éléments, la terre et le phlegme ont le même statut que les trois autres éléments, par contre sur le plan des applications thérapeutiques, ils sont rétrogradés à un niveau inférieur. En rejetant la terre et le phlegme, cause de corruption, on peut permettre à la Trinité de l'esprit, de l'huile et du sel de se joindre pour produire un médicament universel, appelé Panacée (p. 67).
Pour de Clave, les cinq éléments purs peuvent être extraits de n'importe quel mixte qu'il vienne du règne végétal, animal ou minéral. Dans la Nouvelle Lumière philosophique, il présente même une méthode de résolution universelle rendant tous les éléments accessibles en leur état de pureté.
Avant lui, Paracelse et Pierre Séverin avaient proposé autant de types de Sel, Soufre et Mercure qu'il y a de corps dans la nature et Jean Béguin était convaincu de l'impossibilité absolue d'extraire des éléments purs.
Le chimiste moderne, par la voix de Franckowiak, peut s'interroger sur l'adaptation parfois problématique de la théorie à la pratique expérimentale clavéenne : « la matière du Cours de chimie doit être comprise uniquement en termes de corps décomposables et de corps indécomposables. Les premiers, appelés mixtes, sont formés des seconds, les principes ou éléments, qu'il serait préférable de concevoir plutôt comme des corps simples, c'est-à-dire dont la résolution est impossible, qui se rattacheraient chacun à cinq familles de principes...Les alkali et eau-de-vie sont logiquement envisagés en tant que purs éléments, car on ne peut mener plus loin leur résolution...le premier se rattachant néanmoins à la famille des sels, et le second à celle des huiles. On ne peut par conséquent pas parler dans la « physique pratique » de notre homme, d'éléments ultimes des mixtes, de cinq lettres d'un alphabet chimique ». En terme moderne, ce sont des classes de composés chimiques (acides, bases, ...), constitués chacun de plusieurs éléments chimiques.

## Préparations chimiques
Les trois-quarts de l'ouvrage sont constitués de description de préparations chimiques et de leurs usages. On y trouve de nombreuses recettes de fabrication de remèdes chimiques dans la filiation de la médecine paracelsienne. Ainsi trouve-t-on, les recettes de teintures (p. 31), d'extraits, de magistères, baumes, fleur et safran. La teinture s'obtient en dépurant un composé de ses lies (ou fèces) [en le débarrassant de ses impuretés] par le moyen d'un solvant qu'on évaporera par la suite. Les magistères sont constitués des trois principes utiles qui après avoir été séparés et purifiés par résolution, sont à nouveau réunis (p. 33).
Après l'extraction facile des teintures, il propose la recette du panchymagogue, un purgatif universel :
| Du Panchimagogue. On prend les teintures d'une demie livre de séné, de deux onces de rhubarbe, de deux onces d’aloès,& d'autant d'agaric, de pulpe de coloquinte,& de deux onces scammonée, de demi livre de fibres d'hellébore noir...mêlez à la fin de l'évaporation du jalap... la dose...pour les robustes une dracme. Il purge universellement toutes les humeurs peccantes du corps. (p. 44) |

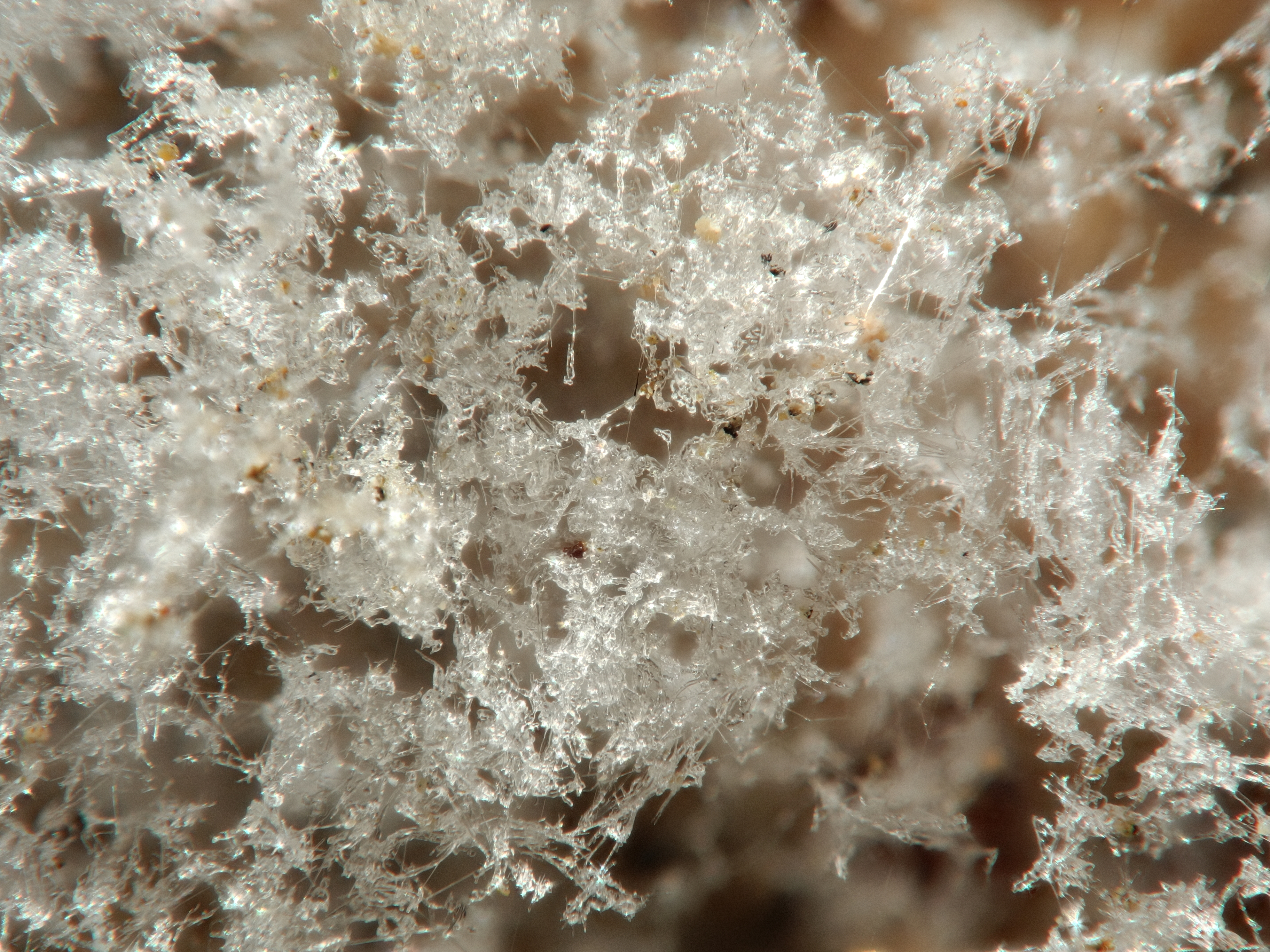
Salpêtre, réactif conduisant au cristal de minéral

Arrêtons-nous sur la recette du cristal de minéral (p. 92-96). On nettoie du salpêtre (à savoir du nitrate de potassium KNO3; à raison de 10 livres dans 20 livres d'eau commune bouillante, on filtre) et on le fait recristalliser. Après l'avoir « fondu par un feu ardent dans ...un pot de fer de fonte, ... on jette sur chaque livre de salpêtre dépuré une once de fleurs de soufre » qui s'enflamme en emportant « les esprits les plus subtils du salpêtre,& jette à côté le soufre féculent ». Après diverses opérations de lavage, filtration, on obtient ce qui s'appelle le Cristal minéral ou sel de prunelle parce que lui seul peut guérir la fièvre de Hongrie appelée prunella.

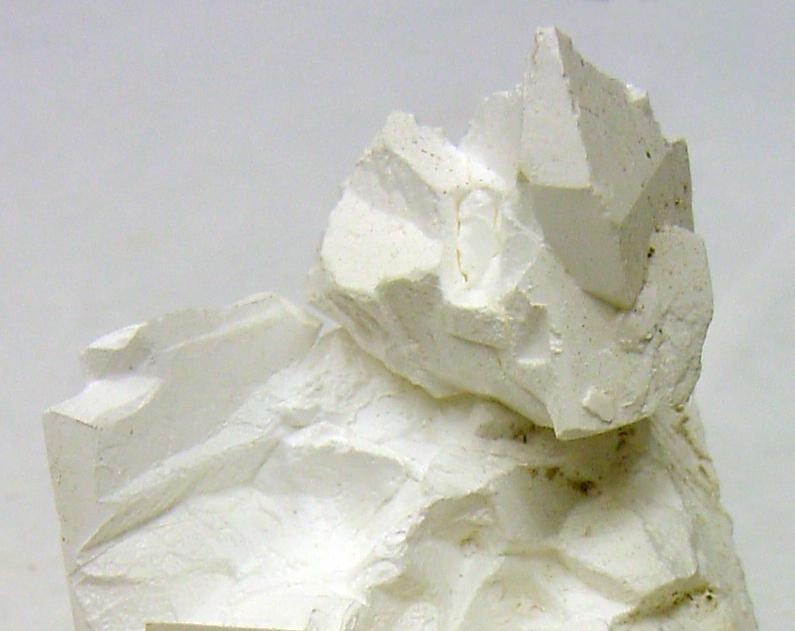
Sulfate de potassium (arcanite)

Franckowiak résume toutes les opérations par l'équation suivante :
| 2 KNO3     | + 2 S           | = | K2SO4           | + N2  | + SO2 |
| salpêtre + | fleur de soufre | = | cristal minéral | + gaz | + gaz |

É. de Clave ne sait pas qu'il a obtenu une nouvelle substance (le sulfate de potassium K2SO4 à partir du nitrate de potassium KNO3), car il ne conçoit le produit obtenu que comme une préparation particulière du salpêtre, visant à le libérer de ses impuretés et à le débarrasser des esprits subtils. Sa préparation a en effet pour but d'améliorer les propriétés thérapeutiques du produit.

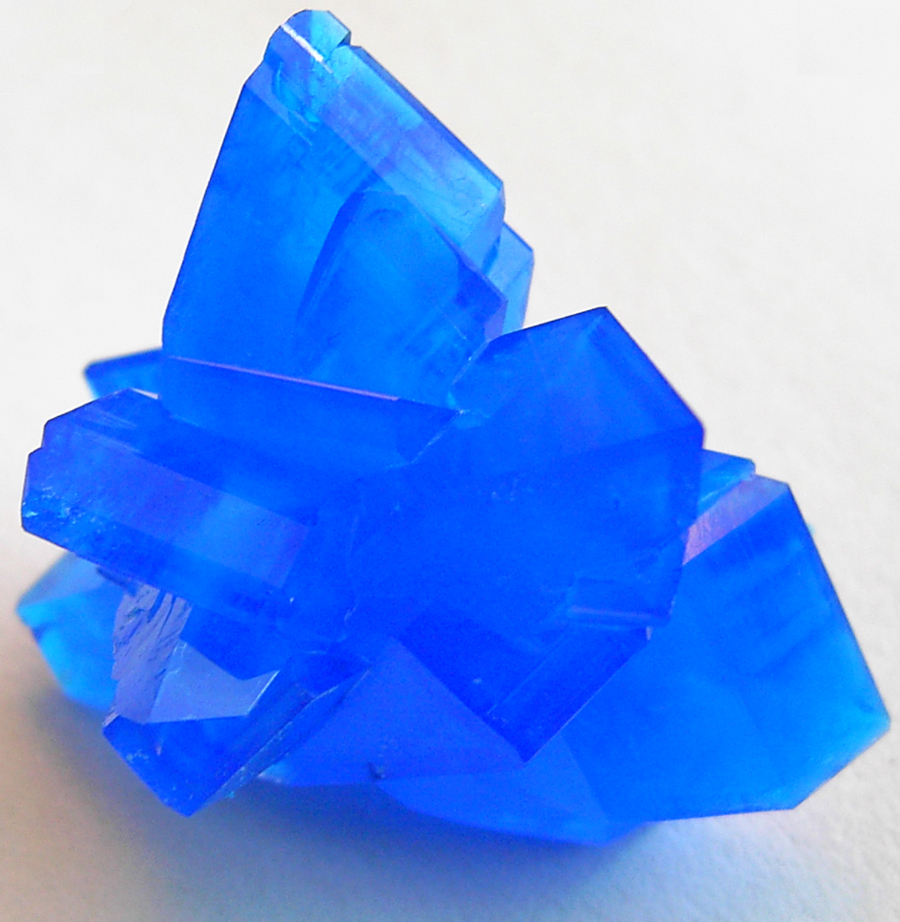
Vitriol bleu (sulfate de cuivre), réactif conduisant au Gilla de Declave

Quelques pages plus loin, de Clave présente la préparation du Gilla de Declave (p.105). Ce produit se prépare à partir du vitriol bleu (sulfate de cuivre) et du sel de tartre (carbonate de potassium). Il se produit une « ébullition » (effervescence) suivie de la précipitation des terres de vitriol. Après diverses opérations de dissolution dans l'eau chaude, filtration, évaporation, il obtient le Gilla de vitriol bleu, un excellent remède qui purge par le haut et par le bas. De la même manière, Franckowiak propose la traduction moderne suivante :
| CuSO4        | + K2CO3         | = | K2SO4            | + hydroxyde et carbonates basiqes de cuivre |
| vitriol bleu | + sel de tartre | = | Gilla de Declave | + terres de vitriol                         |

Pour le chimiste moderne le Gilla de Declave est la même chose que le cristal de minéral (du sulfate de potassium K2SO4). Mais de Clave n'en avait pas conscience, car avec les moyens théoriques et expérimentaux de l'époque, il ne pouvait le percevoir que comme une forme particulière du vitriol bleu de départ, simplement activé par la perte de ses terres. Il n'était pas concevable d'aboutir au même produit à partir de réactifs complètement différents.
Au XVIIe siècle, la notion de réaction chimique n'existait pas, si bien que des recettes différentes pouvant donner des substances identiques (aux yeux du chimiste contemporain), étaient comprises comme aboutissant à des produits différents. Car, comme le remarque Franckowiak :
| une opération de laboratoire n'aboutit pas à la production d'un corps complètement distinct des réactifs; il est toujours perçu comme une purification, une amélioration des qualités d'une des substances initiales ou comme une disposition particulière de la matière initiale, c'est-à-dire sous une autre forme lui conférant une certaine vertu médicinale, ou la prédisposant à s'unir à une autre substance. |
Certains nom de substances étaient formés suivant leur mode de production. Ainsi la teinture est un composé débarrassé de ses impuretés, l' extrait est un concentré de mixtes, le magistère est obtenu en réunissant sel, soufre et mercure principiels, préalablement séparés et purifiés, etc.
On comprend que la terminologie chimique pouvait être une source de grandes difficultés. Comment accepter « qu'un même nom désigne des substances différentes, ou qu'inversement, une seule et même substance puisse avoir une douzaine de noms différents » ? (B. Bensaude Vincent, 2016).